# Andrés de las Navas y Quevedo
Andrés de las Navas y Quevedo, O. de M. (1632 – 2 de novembro de 1702) foi um prelado católico romano que serviu como Bispo de Santiago da Guatemala (1682–1702) e Bispo da Nicarágua (1677–1682).

## Biografia
Andrés de las Navas y Quevedo nasceu em Baza, Espanha, professou na Ordem de Nossa Senhora das Mercês em 26 de setembro de 1649 e foi ordenado sacerdote em 1660. Aos 13 de setembro de 1677, foi nomeado durante o papado do Papa Inocêncio XI como Bispo da Nicarágua. Recebeu a ordenação episcopal em 30 de novembro de 1678, na Guatemala, por Juan de Ortega Cano Montañez y Patiño, Bispo de Santiago da Guatemala. Sua instalação canônica na diocese ocorreu em 23 de fevereiro de 1679.
Dom Andrés de las Navas foi selecionado pelo Rei da Espanha em 15 de junho de 1682 e confirmado pelo Papa Inocêncio XI em 15 de fevereiro de 1683 como Bispo de Santiago da Guatemala. Foi empossado em 24 de março de 1683, servindo lá até sua morte.

Enquanto bispo, foi o consagrador principal de Ildefonso Vargas y Abarca, bispo de Comayagua (1679).